# Empoasca ngongensis
Empoasca ngongensis är en insektsart som beskrevs av Irena Dworakowska 1977. Empoasca ngongensis ingår i släktet Empoasca och familjen dvärgstritar.
Artens utbredningsområde är Kenya. Inga underarter finns listade i Catalogue of Life.